# Потгитер, Луис Хендрик
Лу́ис Хе́ндрик Потги́тер (нем. Louis Hendrik Potgieter; 4 апреля 1951, Претория, ЮАС — 12 ноября 1994, Порт-Элизабет, ЮАР) — германский и южноафриканский певец и танцор, участник и солист немецкой поп-группы «Чингисхан» (нем. Dschinghis Khan).

## Биография
Луис Хендрик Потгитер родился в Претории. Его отец, работавший в строительной фирме, имел голландское происхождение, мать — французское. Помимо Луиса, у его родителей был ещё один сын и три дочери.
Луис рано продемонстрировал способности к танцу. Во время учения в высшей школе почти всё своё время он посвящал хореографическим занятиям. Балетный руководитель Йоханнесбургского театра, заметивший талант Потгитера, на протяжении трёх месяцев устраивал для него пробы. В этот период тот уделял занятиям по 4-7 часов ежедневно. Кроме того, Луис в течение двух лет параллельно изучал художественную графику.
Первоначально Потгитер танцевал в группе, но впоследствии стал сольным танцором. Благодаря своему другу, который жил в ФРГ, в Ульме, Луис покинул Южную Африку и отправился в Ульм, где все последующие шесть лет работал в городских театрах.
Во время гастролей в Мюнхене Луис Потгитер был замечен Ральфом Зигелем, на которого обратил его внимание знакомый хореограф. Задавшийся целью создать поп-группу для участия в предстоящем Евровидении-1979, Зигель как раз искал подходящего танцора для коллектива. Тонко чувствующий современную поп-музыку, Потгитер охотно согласился на приглашение Зигеля стать сценическим воплощением Чингисхана. По итогам Евровидения-1979, которое состоялось в Израиле, группа, получившая название «Чингисхан» (нем. Dschinghis Khan), имела относительный успех, заняв четвёртое место и завоевав большую популярность в Германии.
На протяжении пяти лет Потгитер неизменно выступал в составе группы в образе Чингисхана. Вскоре после того, как в 1984 году «Dschinghis Khan» распалась из-за финансовых проблем, он вернулся на родину, в ЮАР, и занялся менеджментом. 12 ноября 1994 года бывший фронтмен группы скончался от СПИДа.